# Lutgart Van den Berghe
Lutgart Alice Achiel barones Van den Berghe (Eeklo, 7 november 1951) is een Belgisch bestuurder en emeritus hoogleraar.

## Levensloop
Lutgart Van den Berghe behaalde in 1974 een licentiaat in de economische wetenschappen aan de Rijksuniversiteit Gent, waar ze in 1981 tot doctor promoveerde. Van 1974 tot 1977 was ze als wetenschappelijk onderzoeker aan de Gentse universiteit verbonden en van 1977 tot 1981 aan het Nationaal Fonds voor Wetenschappelijk Onderzoek. Van 1981 tot 1984 was ze assistent toegepaste economische wetenschappen aan de RUG.
Ze was professor aan het Hoger Instituut voor Management en Business Administratie (1981-1988), VLEKHO (1985-1992) en het Rijksuniversitair Centrum Antwerpen (1988-1992) en buitengewoon hoogleraar aan de Erasmus Universiteit Rotterdam in Nederland (1989-2000) en de Rijksuniversiteit Gent (1997-2016). Van 1994 tot 2016 was ze buitengewoon hoogleraar corporate governance aan de Vlerick Leuven Gent Management School (later Vlerick Business School), waar ze van 1994 tot 2010 directeur van het competentiecentrum Ondernemerschap, Bestuur en Strategie was. Ze was tevens gastdocent aan de Université de Lille in Frankrijk, de Bocconi-universiteit in Italië, de Universiteit van Wenen in Oostenrijk en de Georgia State University in de Verenigde Staten.
Van den Berghe bekleedt verschillende bestuursmandaten. Ze was onder meer bestuurder van de ING Groep (1991-2003), DVV (1995-1997), SHV (1997-2013), CSM (1998-2010), Capco (2000-2003), KLM (2001-2004), Solvay (2003-2007), Electrabel (2003-2014) en Belgacom (later Proximus, 2004-2016). Ze was tevens voorzitter van de European Confederation of Directors' Association (ECDA), lid van het auditcomité van de Vlaamse Regering (2000-2004), voorzitter van de Proximus Foundation en lid van de adviesraad van Lazard Benelux (2007-2010). Ze bekleedt mandaten bij Belfius Bank, Belfius Verzekeringen, Feadon, het AZ Alma (voorzitter sinds 2023) en het ziekenhuisnetwerk KOM (Kust, Ommeland en Meetjesland).

### Erkenning
Van den Berghe werd in 2002 voor de vierde keer op rij verkozen tot machtigste vrouw in het Nederlandse bedrijfsleven.
In 2009 werd ze in de erfelijke adel opgenomen met de persoonlijke titel barones.
Van den Berghe is sinds 2010 lid van de Koninklijke Vlaamse Academie van België voor Wetenschappen en Kunsten.